# George Washington Carver nationalmonument

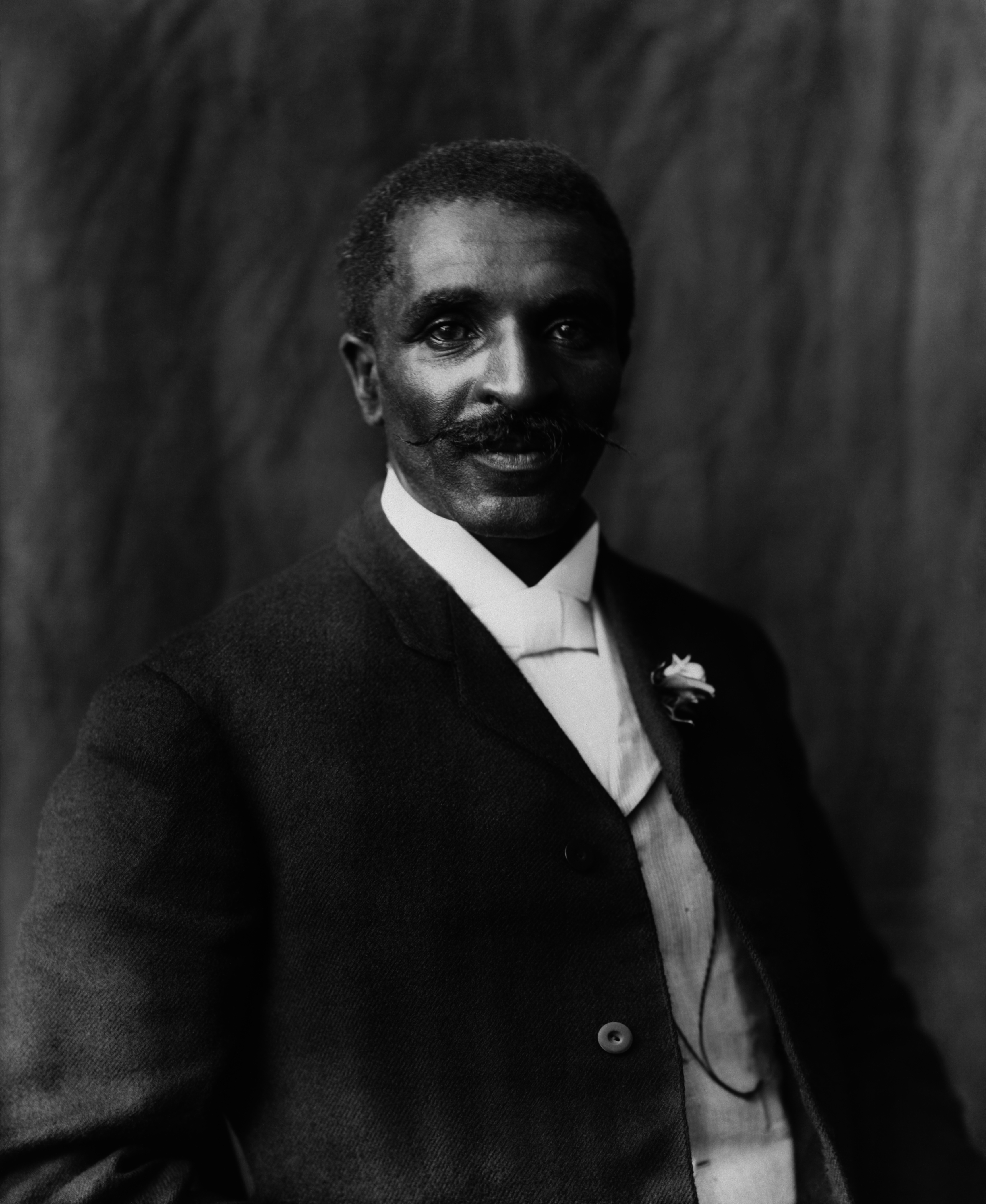
George Washington Carver som monumentet hyllar

George Washington Carver nationalmonument ligger i delstaten Missouri i USA. Platsen har ingenting med presidenten George Washington att göra, utan handlar om livsgärningen av George Washington Carver. Han blev med tiden en stor vetenskapsman inom jordbruk. Känd för att kommit på 105 olika recept för jordnötter.